# Дурневская (Архангельская область)
Дурневская — деревня в Шенкурском районе Архангельской области. Входит в состав муниципального образования «Ровдинское».

## География
Деревня расположена в южной части Архангельской области, в таёжной зоне, в пределах северной части Русской равнины, в 31 километрах на юго-запад от города Шенкурска, на левом берегу реки Суланда, приток Пуи. Ближайшие населённые пункты: на северо-западе, на противоположенном берегу реки, деревни Кабановская и Запаковская.
Часовой пояс
Дурневская, как и вся Архангельская область, находится в часовой зоне МСК (московское время). Смещение применяемого времени относительно UTC составляет +3:00.

## Население
| 2002 | 2010 | 2012 |
| ---- | ---- | ---- |
| 19   | ↘7   | ↗16  |

## История
В «Списке населенных мест Архангельской губернии к 1905 году» деревня Дурневская(Подгорная) насчитывает 13 дворов, 39 мужчин и 57 женщин.  В административном отношении деревня входила в состав Верхосуландского сельского общества Верхосуландской волости.
На 1 мая 1922 года в поселении 19 дворов, 46 мужчин и 65 женщин.